# Dub Cysters
Dub Cysters, polsky Dąb Cysters, je chráněný strom - dub letní (Quercus robur L.), který se nachází v klášterním parku ve vesnici Rudy ve gmině Kuźnia Raciborska v okrese Ratiboř ve Slezském vojvodství v jižním Polsku v Horním Slezsku.

## Další informace
Dub Cysters je nejstarší strom v klášterním parku a jeden z nejstarších a nejpůsobivějších stromů v celém Horním Slezsku. Podle dendrologických výzkumů je strom asi 515 let starý s výškou cca 31 m (údaje z roku 2021). Obvod kmene ve výčetní výšce je 7,4 m. Kmen stromu je vykotlaný a uvnitř je dutina do které se vejde několik lidí. Podle archeologických výzkumů se dub nachází se v místě bývalého hřbitova řeholníhů. V Polsku existuje iniciativa týkající se tohoto dubu, kdy z jeho žaludů se pěstují mladé sazenice a potomci dubu jsou vysazování v Polsku. Dub je také zobrazen na uměleckých dílech z 18. a 19. století.

## Galerie

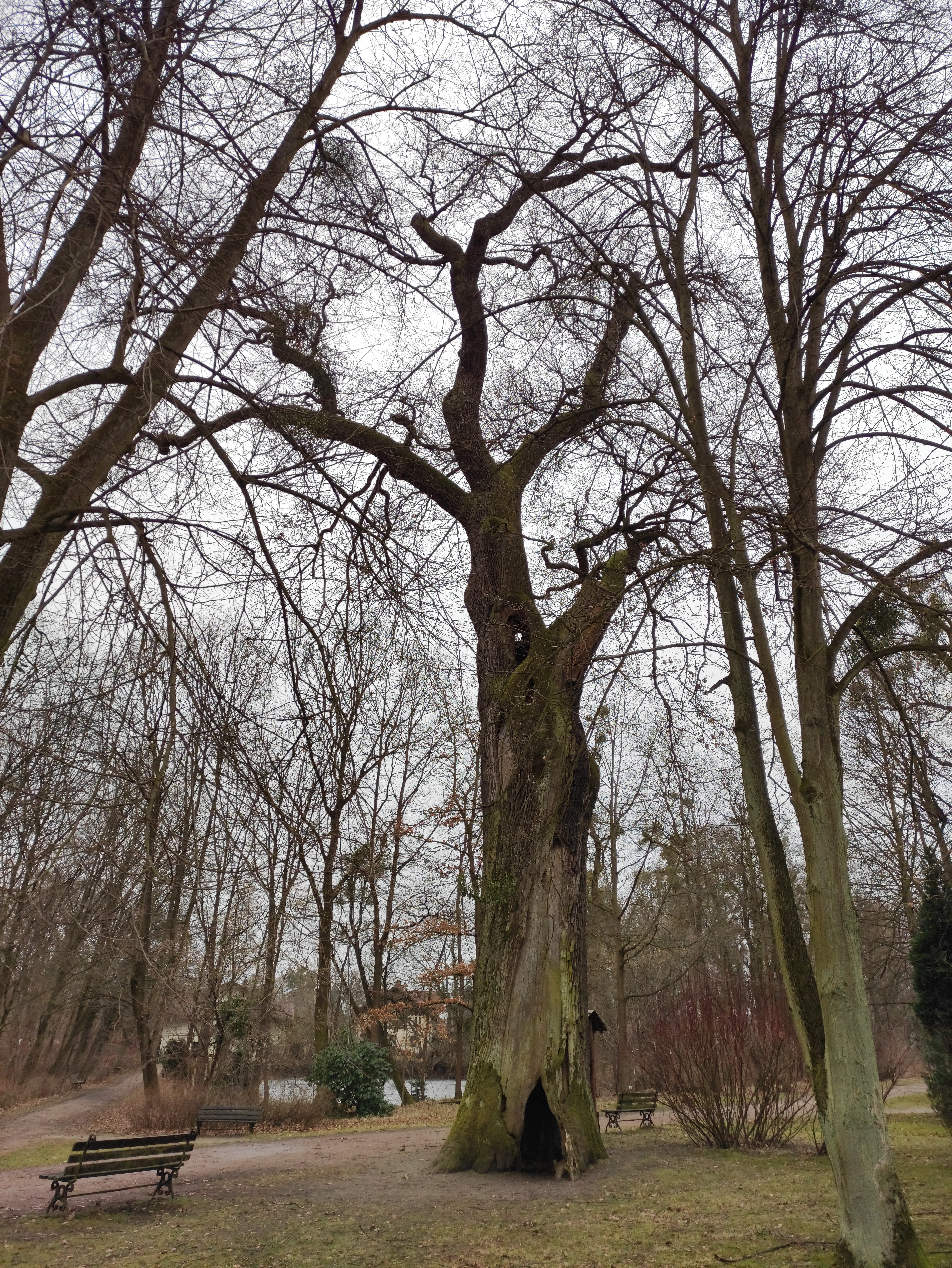
Pohled na stom v parku
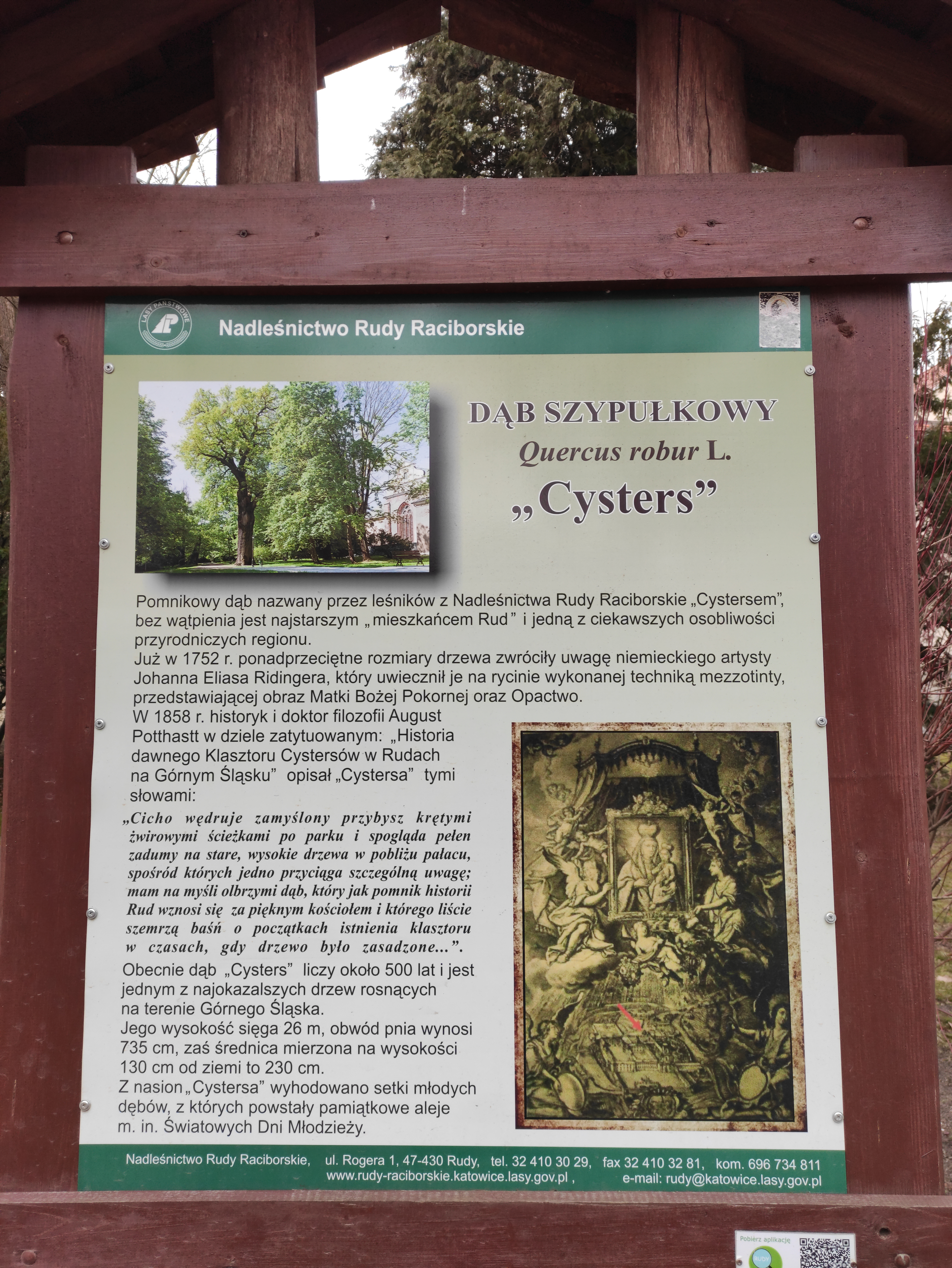
Informační panel u stromu